# Avital Carroll
Avital Carroll, nata Shimko (New York, 24 aprile 1996) è una sciatrice freestyle statunitense naturalizzata austriaca, specializzata in gobbe e gobbe in parallelo.

## Biografia
Specializzata in  gobbe e gobbe in parallelo e attiva in gare FIS dal dicembre 2011, la Carroll ha debuttato in Coppa del Mondo il 10 gennaio 2018, giungendo 26ª nelle gobbe a Deer Valley.
In carriera non ha mai preso parte a rassegne olimpiche, mentre ha gareggiato in una rassegna iridata, vincendo due medaglie di bronzo tra gobbe e gobbe in parallelo.

## Palmarès

### Mondiali
- 2 medaglie:
  - 2 bronzi (gobbe e gobbe in parallelo a Bakuriani 2023)

### Mondiali juniores
- 1 medaglia:
  - 1 argento (gobbe a Chiesa in Valmalenco 2015)

### Coppa del Mondo
- Miglior piazzamento nella Coppa del Mondo generale di gobbe: 31ª nel 2022
- Miglior piazzamento nella Coppa del Mondo di gobbe: 27ª nel 2022